# Wilhelm II. (Namur)

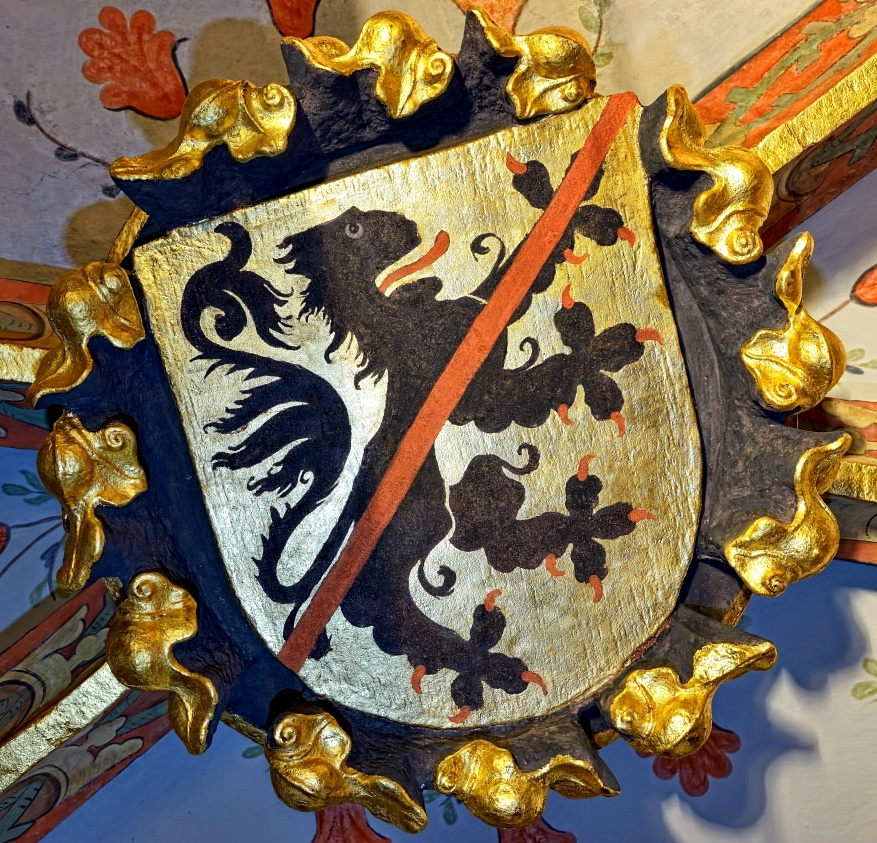
Wappen der Grafen von Namur, in der Stiftskirche Neustadt an der Weinstraße; Grabstätte des Kurfürsten Ruprecht I. (Pfalz), Schwiegersohn Johann I. von Namur

Wilhelm II.  (* 22. Januar 1355; † 10. Januar 1418) war Graf von Namur von 1391 bis 1418.

## Leben
Wilhelm II. wurde 1355 als ältester Sohn des Grafen Wilhelm I. aus dem Haus Dampierre und der Katharina von Savoyen geboren. 1384 heiratete er Maria von Bar, eine Tochter des Herzogs Robert I. aus dem lothringischen Haus Scarponnois und Maria von Frankreich (einer Tochter des Königs Johann II.); die Ehe blieb kinderlos. 1391 erbte er beim Tod seines Vaters die Grafschaft Namur. 1393, nach Marias Tod, heiratete er Jeanne d’Harcourt (* 1372; † 16. Februar 1456) aus dem normannischen Haus Harcourt, Tochter von Jean III., Comte d’Harcourt et d‘Aumale, und Catherine de Bourbon (einer Tochter des Herzogs Pierre I. de Bourbon). Aus dieser Ehe hatte Wilhelm einen namentlich nicht bekannten Sohn, der als kleines Kind starb.
Seine Herrschaft verlief weitgehend friedlich, so dass er sich dem Ausbau der Wirtschaft widmen konnte sowie dem Ausbau der Verteidigungsanlagen. 1408 beteiligte er sich an der Niederschlagung des Aufstands der Einwohner Lüttichs gegen den Bischof von Lüttich, die mit der Schlacht von Othée endete.
Da Wilhelm II. ohne legitime Nachkommen starb, ging die Grafschaft 1418 an seinen Bruder Johann III. über, der Namur 1421 an Herzog Philipp III. von Burgund verkaufte.